# Katja Herbers
Katja Herbers est une actrice néerlandaise née le 19 octobre 1980 à Amsterdam (Pays-Bas).

## Biographie
Katja Herbers est née de parents musiciens. Sa mère, Vera Beths, est violoniste et son père, Werner Herbers, hautboïste et chef d'orchestre. Quand le couple divorce, Vera Beths se remarie avec le violoncelliste Anner Bylsma et Werner Herbers épouse la costumière Leonie Polak qui fait découvrir l'univers du théâtre à la jeune Katja.
Elle commence des études de psychologie à l'université d'Amsterdam tout en prenant des cours de théâtre à l'école De Trap. Puis, une fois admise à l'école de théâtre HB Studio, elle part s'installer à New York avant de retourner aux Pays-Bas pour intégrer la faculté de la Haute École des arts d'Amsterdam, De Theaterschool (de 2001 à 2005).
Elle est polyglotte et parle couramment le néerlandais, l'allemand et l'anglais.

## Carrière

### Actrice aux Pays-Bas
Pendant ses études, elle décroche ses premiers rôles au cinéma dans le film Peter Bell en 2002 et sa suite Peter Bell 2 en 2003. Elle apparaît également dans le téléfilm Brush with Fate (2003).
Une fois diplômée, elle devient membre de la compagnie théâtrale NT Gent à Gand. Elle travaille avec des metteurs en scène tels que Johan Simons, Ivo van Hove, Alex van Warmerdam, Theu Boermans et se produit au Kammerspiele de Munich.
En 2013 son interprétation d'Irina dans Les Trois Sœurs d'Anton Tchekhov est récompensée par un Guido de Moor Award.
Parallèlement à la scène, elle joue dans des films et des séries télévisées. Au cinéma elle est notamment à l'affiche de The Storm en 2009 et de Süskind en 2012. À la télévision elle joue des rôles principaux dans des séries néerlandaises: Lieve lust (2005 à 2006), Beatrix, oranje onder vuur en 2012, et Divorce (2012 à 2016) qui a battu des records d'audience aux Pays-Bas.

### Télévision américaine
Elle fait ses débuts d'actrice aux États-Unis en intégrant la distribution principale de la série historique Manhattan entre 2014 et 2015. Elle incarne la scientifique Helen Prins pendant deux saisons, jusqu'à l'arrêt du programme. Elle incarne ensuite un personnage belge dans trois épisodes de la série d'espionnage The Americans.
Par la suite, elle tient des rôles récurrents dans plusieurs fictions de premier plan : en 2017 elle évolue dans la mini-série thriller Manhunt: Unabomber et joue le Dr Eden dans trois épisodes de la saison 3 du drame fantastique The Leftovers ; en 2018, elle prête ses traits à Emily dans la saison 2 de la série de science-fiction Westworld.
Depuis 2019, elle tient le premier rôle féminin de la série horrifique Evil, celui de la psychologue médico-légale Kristen Bouchard.

## Filmographie

### Cinéma

#### Longs métrages
- 2002 : Peter Bell (Pietje Bell) de Maria Peters : Martha Bell
- 2003 : Peter Bell 2 (Pietje Bell II: De jacht op de tsarenkroon) de Maria Peters : Martha Bell
- 2003 : Kees de jongen d'André van Duren : Rosa à 24 ans
- 2007 : Timboektoe de Dave Schram : Arlette
- 2007 : Trage liefde de Boudewijn Koole : Irma
- 2009 : The Storm (De storm) de Ben Sombogaart : Krina
- 2009 : Amsterdam d"Ivo van Hove : Roos
- 2010 : Loft d'Antoinette Beumer : Marjolein Hartman
- 2011 : Sonny Boy de Maria Peters : Vera Bartels
- 2011 : Beautiful Life (Mijn opa de bankrover) d'Ineke Houtman : Juffrouw Metz
- 2012 : Süskind de Rudolf van den Berg : Fanny Philips
- 2012 : Brammetje Baas d'Anna van der Heide : Els Baas
- 2013 : Mannenharten de Mark de Cloe : Nicole
- 2014 : De onderkoning: strijd om de grondwet de Ramón Gieling : Hester van Hogendorp
- 2014 : Toen was geluk heel gewoon de Ineke Houtman : Angela
- 2014 : De poel de Chris W. Mitchell : Jenny
- 2015 : Mannenharten 2 de Mark de Cloe : Nicole
- 2017 : Weg van Jou de Jelle de Jonge : Evi
- 2019 : De Kuthoer d'Ivo van Aart (Serial blogueuse, en français, sortie le 11 juin 2021 sur Amazon Prime Video) : Femke Boot

#### Court métrage
- 2015 : My Last Respects d'Eva Merz : Eva

### Télévision

#### Séries télévisées
- 2004 : Baantjer : Nathalie van der Voort
- 2005 - 2006 : Lieve lust: Isabelle
- 2006 : Spoorloos verdwenen : Chantal de Vries
- 2009 : S1ngle : Danii
- 2009 - 2010 / 2012 : De vloer op : Une journaliste en couverture / Une fan / L'épouse de l'homme politique
- 2011 : Van God los : Marije
- 2012 : Beatrix, oranje onder vuur : Maxima
- 2012 - 2016 : Divorce : Joyce Waanders
- 2013 : Soko brigade des stups (SOKO München) : Franziska Hofer
- 2014 - 2015 : Manhattan : Helen Prins
- 2015 : The Americans : Evi Sneijder
- 2017 : The Leftovers : Dr Eden
- 2017 : Manhunt : Linda Kaczynsk
- 2018 : Westworld : Emily
- 2018 : Suspects : Kathelijne Wetzels
- 2019 - 2023 : Evil : Kristen Bouchard
- 2023 : Mrs Davis : Mathilde La Fleur

#### Téléfilms
- 2003 : Brush with Fate de Brent Shields : Tanneke
- 2004 : Zinloos d'Arno Dierickx
- 2004 : De kroon de Peter de Baan : Karin
- 2004 : Bijlmer Odyssee d'Urszula Antoniak : Penny
- 2006 : De uitverkorene de Theu Boermans : Marthe van der Laan
- 2007 : La vie est un songe (Das Leben ein Traum) de János Darvas : Rosaura
- 2015 : De prijs van de waarheid de Danyael Sugawara : Isa

## Théâtre
- 2005 : Underground, mise en scène de Johan Simons, NTGent
- 2005 : Brandhaarden, mise en scène de Johan Simons, NTGent
- 2006 : La vie est un songe de Pedro Calderón de la Barca, mise en scène de Johan Simons, NTGent
- 2006 : Édouard II de Christopher Marlowe, mise en scène de Domien van der Meiren, NTGent
- 2006 : Opening Night, adaptation du film homonyme de John Cassavetes, mise en scène de Ivo van Hove, NTGent et Toneel Groep Amsterdam
- 2007 : Das weite Land d'Arthur Schnitzler,  mise en scène de Theu Boermans, De Theatercompagnie
- 2007 - 2008 : Instinct, adaptation du film Assurance sur la mort de Billy Wilder, mise en scène de Johan Simons, NTGent
- 2008 et 2011: Der einsame weg d'Arthur Schnitzler, mise en scène de Theu Boermans, De Theatercompagnie
- 2008 : Fort Europa, mise en scène de Johan Simons, NTGent
- 2008 : Trouw, mise en scène de Gijs de Land, Het Nationale Toneel
- 2009 : De verschrikkelijke moeder, mise en scène d'Alex van Warmerdam, Hauser Orkater
- 2010 : Fraulein Else, adaptation de la nouvelle Mademoiselle Else d'Arthur Schnitzler, mise en scène de Theu Boermans, De Theatercompagnie
- 2010 - 2011 : Hotel Savoy, adaptation du roman Hötel Savoy de Joseph Roth, mise en scène de Johan Simons, Kammerspiele (Munich)
- 2011 et 2012 : Winterreise de Franz Schubert, mise en scène Johan Simons, Kammerspiele
- 2012 : Les Trois Sœurs d'Anton Tchekhov, mise en scène de Theu Boermans, Het Nationale Toneel
- 2012 - 2013 : Wassa de Maxime Gorki, mise en scène d'Alvis Hermanis, Kammerspiele
- 2013 : Plattform, adaptation du roman Plateforme de Michel Houellebecq, mise en scène de Stephan Kimmig, Kammerspiele
- 2013 : Un mari idéal d'Oscar Wilde, mise en scène de Theu Boermans, Het Nationale Toneel[3]